# Zolotarewskya indica
Zolotarewskya indica är en stekelart som först beskrevs av Mani och Kaul 1973.  Zolotarewskya indica ingår i släktet Zolotarewskya och familjen puppglanssteklar. Inga underarter finns listade i Catalogue of Life.